# Miracarus hurkai
Miracarus hurkai är en kvalsterart som beskrevs av Kunst 1959. Miracarus hurkai ingår i släktet Miracarus och familjen Microzetidae. Inga underarter finns listade i Catalogue of Life.